# Chester Cheetah: Too Cool to Fool
Chester Cheetah: Too Cool to Fool är ett TV-spel från 1992, baserat på Chester Cheetah.
Spelet är ett sidscrollande plattformsspel, där Chester Cheetah kan springa samt hoppa på fienderna. Banorna avslutas med en skoter-del.

### Fotnoter
1. 1 2  Chester Cheetah: Too Cool to Fool Arkiverad 6 juni 2012 hämtat från the Wayback Machine. information (Super NES) på Gamefaqs
2. ↑  Chester Cheetah: Too Cool to Fool information på Mobygames